# Église Saint-Dominique de Nantes
L'église Saint-Dominique de Nantes (parfois appelée église Sainte-Catherine-du-Petit-Port, du nom de la paroisse) est située à Nantes dans le département de Loire-Atlantique en France.
Elle est située au nord de la ville, dans le quartier Nantes Nord, rue des Renards. Elle appartient à la paroisse Sainte-Catherine-du-Petit-Port.
Elle est construite dans un style moderne, dans une forme quadrangulaire simple, avec une abside semicirculaire, un large porche d'entrée en bois et un toit concave. Elle n'est pas classée aux monuments historiques.

## Curés
- Armand Clouet - 1958-1975
- Joseph Garreau - 1975-1982
- Roger Guchet - 1982-1991
- Gilbert Bommé - 1991-1995
- Joseph Jean Foucher - 1995-